# 森山由梨佳
森山 由梨佳（もりやま ゆりか、11月11日 - ）は、日本の女性声優。三重県出身。アイムエンタープライズ所属。

## 略歴
日本ナレーション演技研究所出身。2018年4月1日よりアイムエンタープライズに所属。
2021年9月、メディアミックスプロジェクト『プラオレ!〜PRIDE OF ORANGE〜』出演者により結成されたユニット「SMILE PRINCESS」のメンバーとなる。メンバーカラーはこいピンク。2024年8月18日のユニット解散まで約3年間活動した。

## 人物
方言は三重弁。
趣味はカラオケ、雅楽。特技は絵を描くこと、アクセサリー作り。
保有資格は普通自動車免許。

## 出演

### テレビアニメ
2019年
- アイカツフレンズ!〜かがやきのジュエル〜（リスナー）

2021年
- ラブライブ!スーパースター!!
- プラオレ!〜PRIDE OF ORANGE〜（柳田薫子）
- 世界最高の暗殺者、異世界貴族に転生する（アナウンサー）
- 古見さんは、コミュ症です。（2021年 - 2022年、尾鶏かえで） - 2シリーズ

2022年
- ラブライブ!虹ヶ咲学園スクールアイドル同好会
- 黒の召喚士（女）
- VAZZROCK THE ANIMATION（撮影スタッフ）

2023年
- 久保さんは僕を許さない（店員、コンビニ店員）
- 江戸前エルフ（友達）
- ライアー・ライアー（椎名紬）
- アンダーニンジャ（佐藤、女子生徒）

2024年
- 異修羅（リチア市の子供）
- 僕の心のヤバイやつ（リカ）
- 魔法少女にあこがれて（子供B、花菱あきほ、ギャルB）
- 望まぬ不死の冒険者（子供）
- ゆるキャン△ SEASON3（知多りえ）
- Unnamed Memory（アデライーヤ）
- ぷにるはかわいいスライム（生徒）

2025年
- BanG Dream! Ave Mujica（生徒A）
- どうせ、恋してしまうんだ。
- クラシック★スターズ（インタビュアー）
- Summer Pockets

### 劇場アニメ
- ARIA The BENEDIZIONE（2021年、客C）
- ヴァージン・パンク Clockwork Girl（2025年、園児[20]）

### ゲーム
2019年
- 艦隊これくしょん -艦これ-（2019年 - 2022年、薄雲、L.d.S.D.d.Abruzzi、Grecale、平戸、De Ruyter、Helena、昭南）
- ブラウンダスト（2019年 - 2022年、クロエ、ベレト）

2020年
- おねがい、俺を現実に戻さないで! シンフォニアステージ（ラニ）

2021年
- クイズRPG 魔法使いと黒猫のウィズ（ミカエラ・セラフィム〈幼少期〉）
- ラストピリオド -終わりなき螺旋の物語-（アンセム）
- タイムディフェンダーズ（リリー）
- 逆転オセロニア（パンドラ）

2022年
- 白猫プロジェクト（ニードレイ）
- プラオレ！〜SMILE PRINCESS〜（柳田薫子）
- クァンタムマキ（フィリス、デイジー）
- モンスターストライク（パンデモニウム）

### デジタルコミック
- カノジョに浮気されていた俺が、小悪魔な後輩に懐かれています（2022年、美濃彩華[35]）

### 吹き替え
- Feel the Beat（ルビー）
- 龍族 -The Blazing Dawn-（学生、セルマ）

### ラジオ
※はインターネット配信。
- project758 小澤亜李のげんでる!!／758TIMESコーナー担当（2018年 - 、ニコニコ生放送※）
- ななゆりの758TIMES（2019年、YouTube※）[36][注 1]

### その他コンテンツ
- project758（日野あやめ[37]）

## ディスコグラフィ

### キャラクターソング
| 発売日         | 商品名                                                                    | 歌                                                 | 楽曲                             | 備考                                                                  |
| -------------- | ------------------------------------------------------------------------- | -------------------------------------------------- | -------------------------------- | --------------------------------------------------------------------- |
| 2018年2月12日  | 千夜一夜の星降る夜に                                                      | 黒鉄てんま（時枝奈々子）、日野あやめ（松岡由梨佳） | 「千夜一夜の星降る夜に」         | 『project758』関連曲                                                  |
| 2020年12月23日 | おねがい、俺を現実に戻さないで！ シンフォニアステージ VOCAL COLLECTION 01 | ファミーリア                                       | 「上空リヴァーバレイション」     | ゲーム『おねがい、俺を現実に戻さないで！ シンフォニアステージ』関連曲 |
| 2021年11月24日 | ファイオー・ファイト!                                                     | SMILE PRINCESS                                     | 「ファイオー・ファイト！」       | テレビアニメ『プラオレ！〜PRIDE OF ORANGE〜』オープニングテーマ       |
| 2021年11月24日 | ファイオー・ファイト!                                                     | SMILE PRINCESS                                     | 「be Cute」                      | テレビアニメ『プラオレ！〜PRIDE OF ORANGE〜』関連曲                   |
| 2021年12月22日 | プラオレ！〜PRIDE OF ORANGE〜 BD第1巻特典CD                               | SMILE PRINCESS                                     | 「ハレ、のちドリーミンぐっ！〇」 | テレビアニメ『プラオレ！〜PRIDE OF ORANGE〜』挿入歌                   |
| 2022年1月26日  | プラオレ！〜PRIDE OF ORANGE〜 BD第2巻特典CD                               | SMILE PRINCESS                                     | 「period」                       | テレビアニメ『プラオレ！〜PRIDE OF ORANGE〜』挿入歌                   |
| 2022年2月23日  | プラオレ！〜PRIDE OF ORANGE〜 BD第3巻特典CD                               | SMILE PRINCESS                                     | 「Victory Sunrise」              | テレビアニメ『プラオレ！〜PRIDE OF ORANGE〜』挿入歌                   |
| 2022年2月23日  | プラオレ！〜PRIDE OF ORANGE〜 BD第3巻特典CD                               | 柳田薫子（森山由梨佳）                             | 「ファイオー・ファイト！」       | テレビアニメ『プラオレ！〜PRIDE OF ORANGE〜』関連曲                   |
| 2022年8月24日  | SMILE PRINCESS BEST FACE OFF                                              | Eyeslink                                           | 「sympathy melody」              | テレビアニメ『プラオレ！〜PRIDE OF ORANGE〜』関連曲                   |
| 2023年8月23日  | fakey merry game                                                          | SMILE PRINCESS                                     | 「fakey merry game」             | テレビアニメ『ライアー・ライアー』エンディング主題歌                  |
| 2023年8月23日  | fakey merry game                                                          | SMILE PRINCESS                                     | 「Revolution No.1」              | ゲーム『プラオレ！～SMILE PRINCESS～』関連曲                          |
| 2023年8月23日  | fakey merry game                                                          | SMILE PRINCESS                                     | 「fakey merry game <LL>」        | テレビアニメ『ライアー・ライアー』エンディング主題歌                  |
| 2024年2月14日  | Extreme Hearts ソング&ストーリーアルバム「Start Sign」                    | May-Bee                                            | 「Believe in smile!!」           | テレビアニメ『Extreme Hearts』関連曲                                  |
| 2024年3月6日   | Believe in smile!! ソロバージョン                                         | ティーナ・メルキース（森山由梨佳）                 | 「Believe in smile!!」           | テレビアニメ『Extreme Hearts』関連曲                                  |
| 2024年8月18日  | MOVE ON BABY                                                              | SMILE PRINCESS                                     | 「MOVE ON BABY」                 | テレビアニメ『モブから始まる探索英雄譚』第7話エンディング             |
| 2024年8月18日  | MOVE ON BABY                                                              | SMILE PRINCESS                                     | 「PRINCESS PRIDE」               |                                                                       |